# 天照皇大神宮
天照皇大神宮（てんしょうこうたいじんぐう）は次の通り新旧2つある。
1. 皇大神宮（伊勢神宮内宮）の別名[1]。
2. 福岡県糟屋郡久山町猪野にある神社。 旧社格は県社。別称・通称として、伊野天照皇大神宮、伊野皇大神宮、伊野神社など。
本項ではこちらについて以下詳述する。

## 概要
仲哀天皇9年（200年）、熊襲征伐の途中、仲哀天皇は「われを祭れば、戦をせずとも財宝の国を得ることができる」という神の託宣を疑ったために、その祟りをうけ香椎宮で崩御したといわれる。そのことを知った神功皇后は、小山田の村に斎宮（いつきのみや）を建て、自ら神主となり、天照大神を祀ったとされる。（この「小山田の村」は、現在も大字として山田の地名が残る、福岡県糟屋郡久山町大字山田に比定される。）
『三代実録』巻卅二に、元慶元年（877年）12月15日辛巳（原作壬午）授筑前国従五位下織幡神正五位下。正六位下天照神従五位下。とある。
室町時代の末期には、都で大神の祭祀を司っていた豊丹生有時が、座列争いの罪で豊前国英彦山の麓に流されたとき、大神の御神体も豊前に移した。有時の子・兵庫大夫は神のお告げをうけて、御神体を伊野（猪野）に移し、宮居を建てた。天正14年（1586年）、立花城を攻めた島津氏は伊野にも侵入すると、兵庫大夫は御神体を守ろうと竃門山にかくしたが、島津兵はこれを奪って薩摩国に持ち去ろうとした。しかし途中で神の祟りを恐れて豊後国柞原八幡宮に納めた。その後、柞原の宮司に「伊野の里に帰すべし」との大神の託宣があり、柞原の宮司はその旨を伊野に知らせたので、兵庫大夫は御神体を再び伊野に迎え、以前のとおりお祀りすることができるようになったと伝えられている。
立花城主戸次道雪、名島城主小早川隆景、筑前藩主黒田長政など大名も崇敬した。筑前藩第3代藩主黒田光之は、延宝5年（1677年）に別所に社殿を造営し、大神宮を遷移し、造営に際して宮司豊丹生信重と工匠工藤太夫清重を伊勢神宮に派遣して、本殿から鳥居に至るまで伊勢神宮に模して造らせた。
天照皇大神宮では20年毎の式年遷宮も行われている。前回は平成19年（2007年）4月8日に挙行された。

## 交通
- JR九州篠栗線篠栗駅からイコバス猪野経由トリアス久山行きに乗車し「猪野」下車、徒歩5分（380m）。
- 博多バスターミナルからJR九州バス直方線に乗車し「山の神」下車、徒歩27分（2.2km）。
- マイカーの場合、九州自動車道福岡インターチェンジから6.5km。
- 駐車場:約30台駐車可能

## ギャラリー

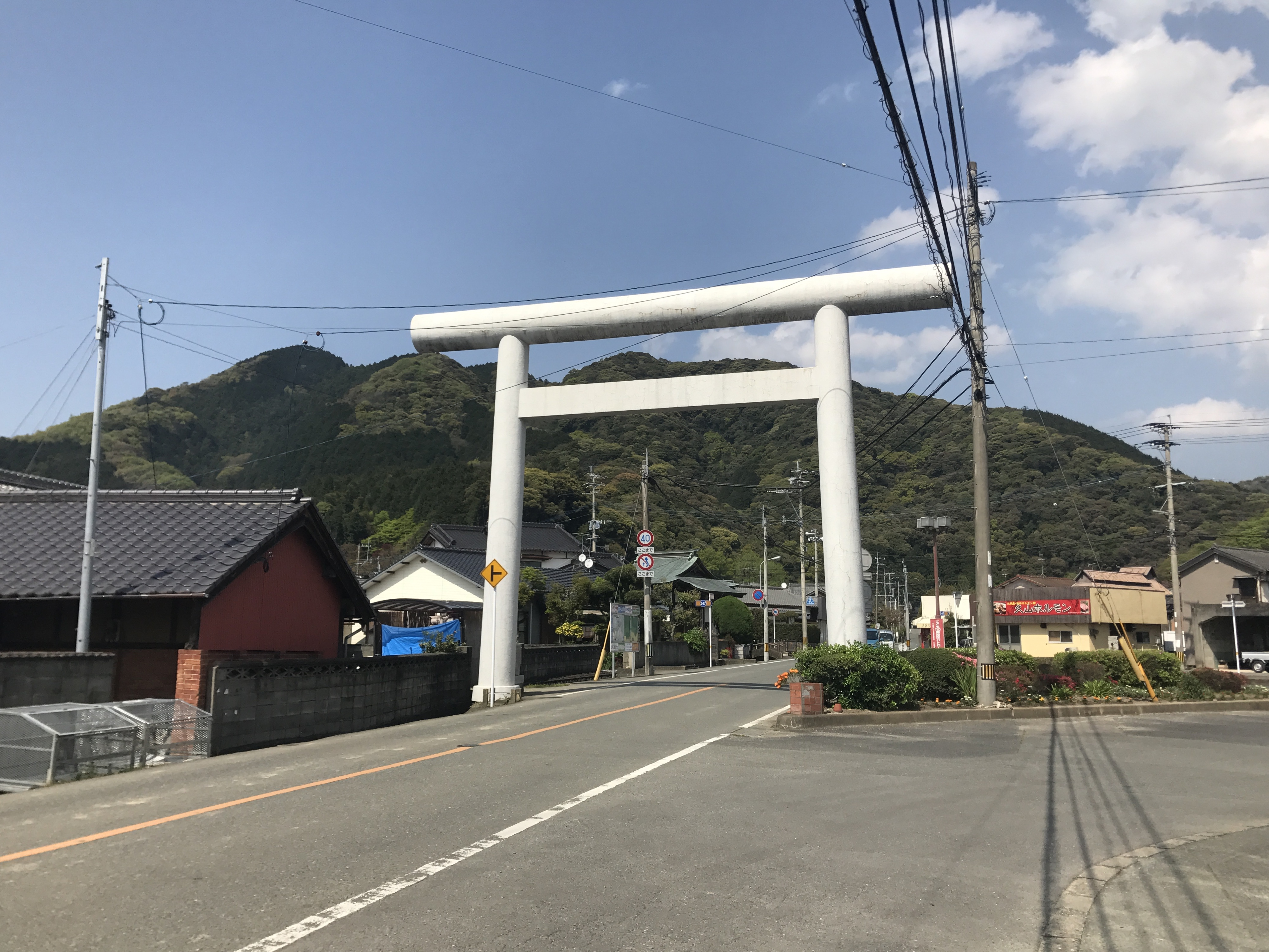
鳥居
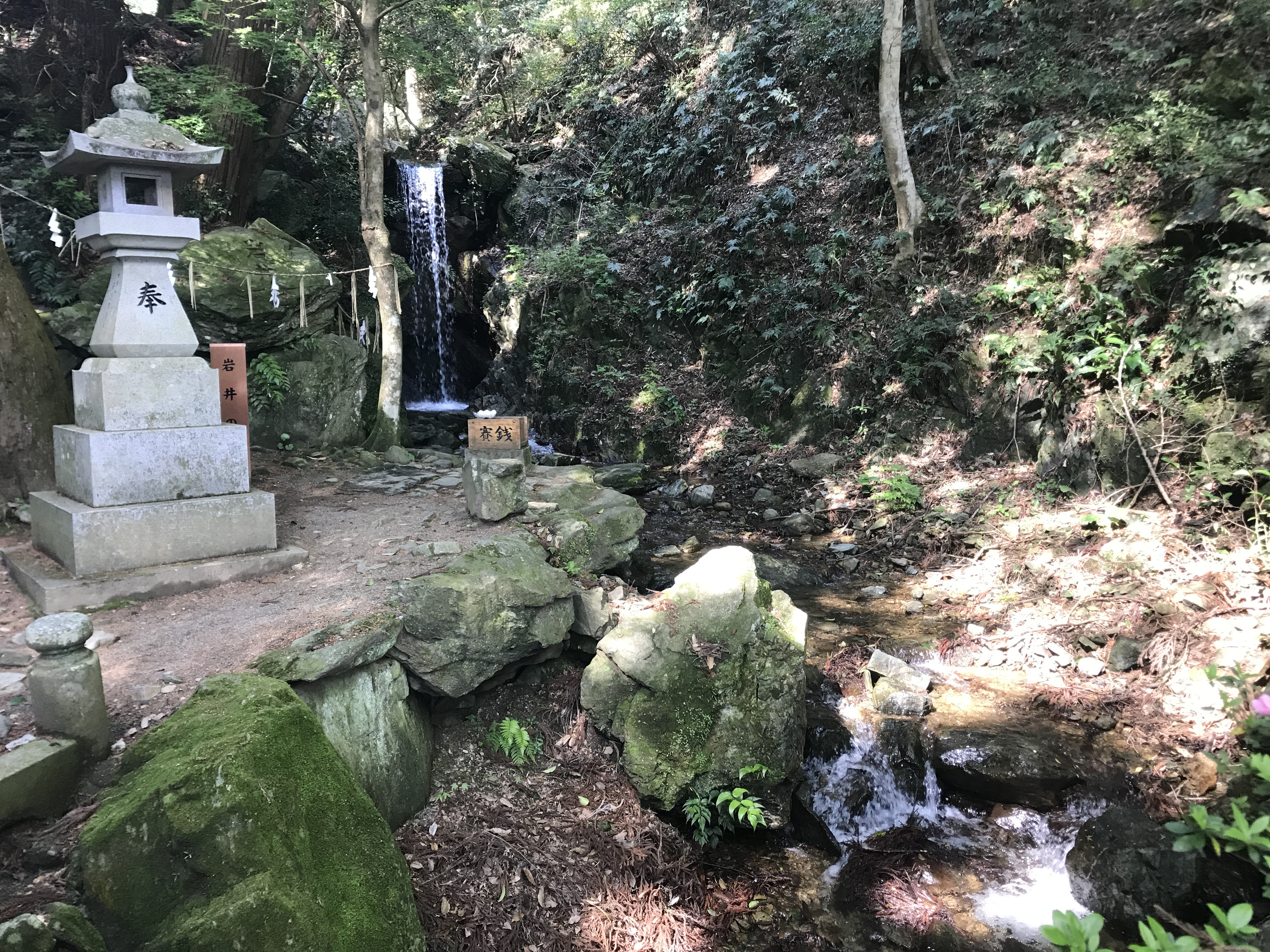
岩井の滝
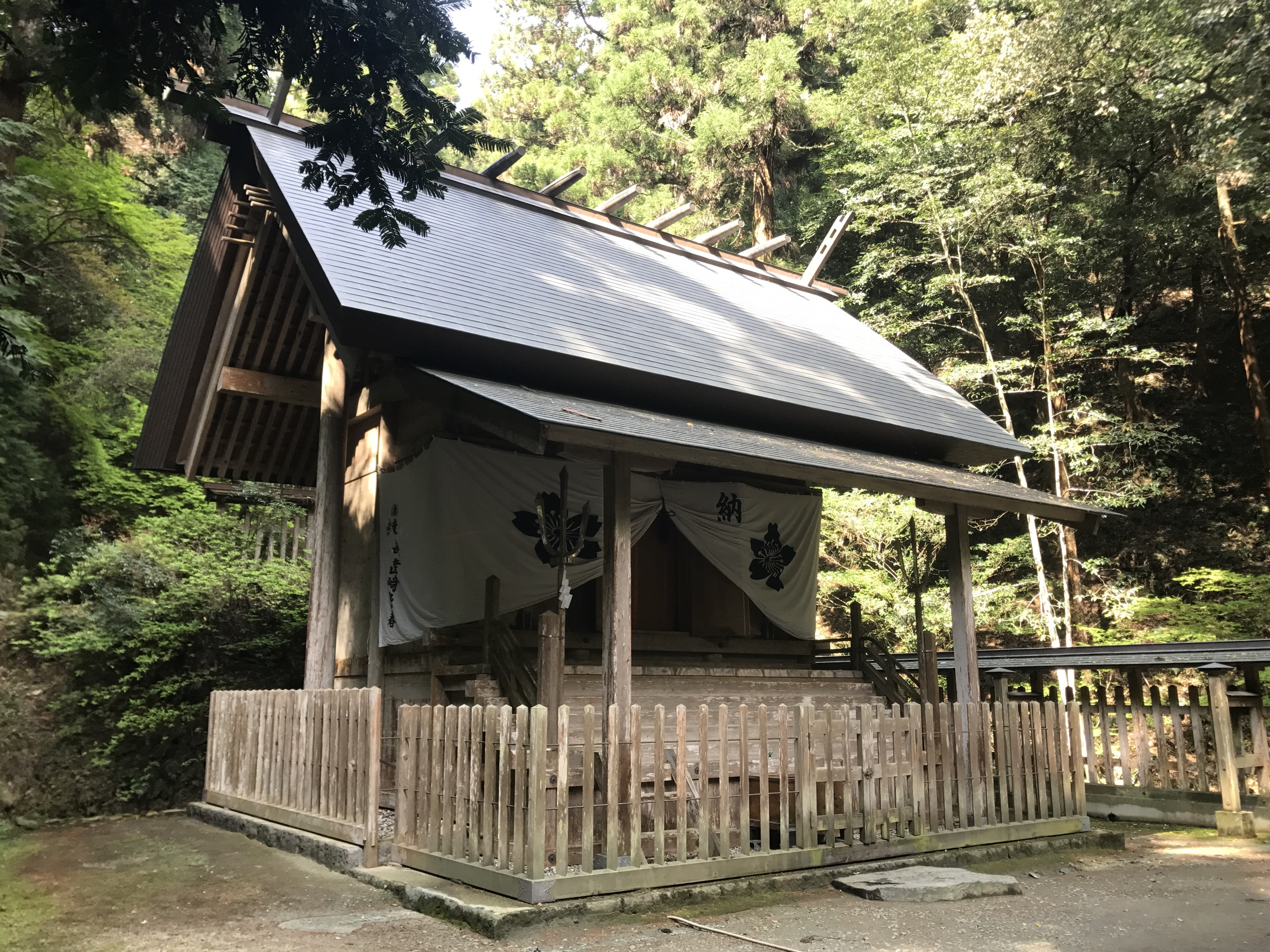
神殿
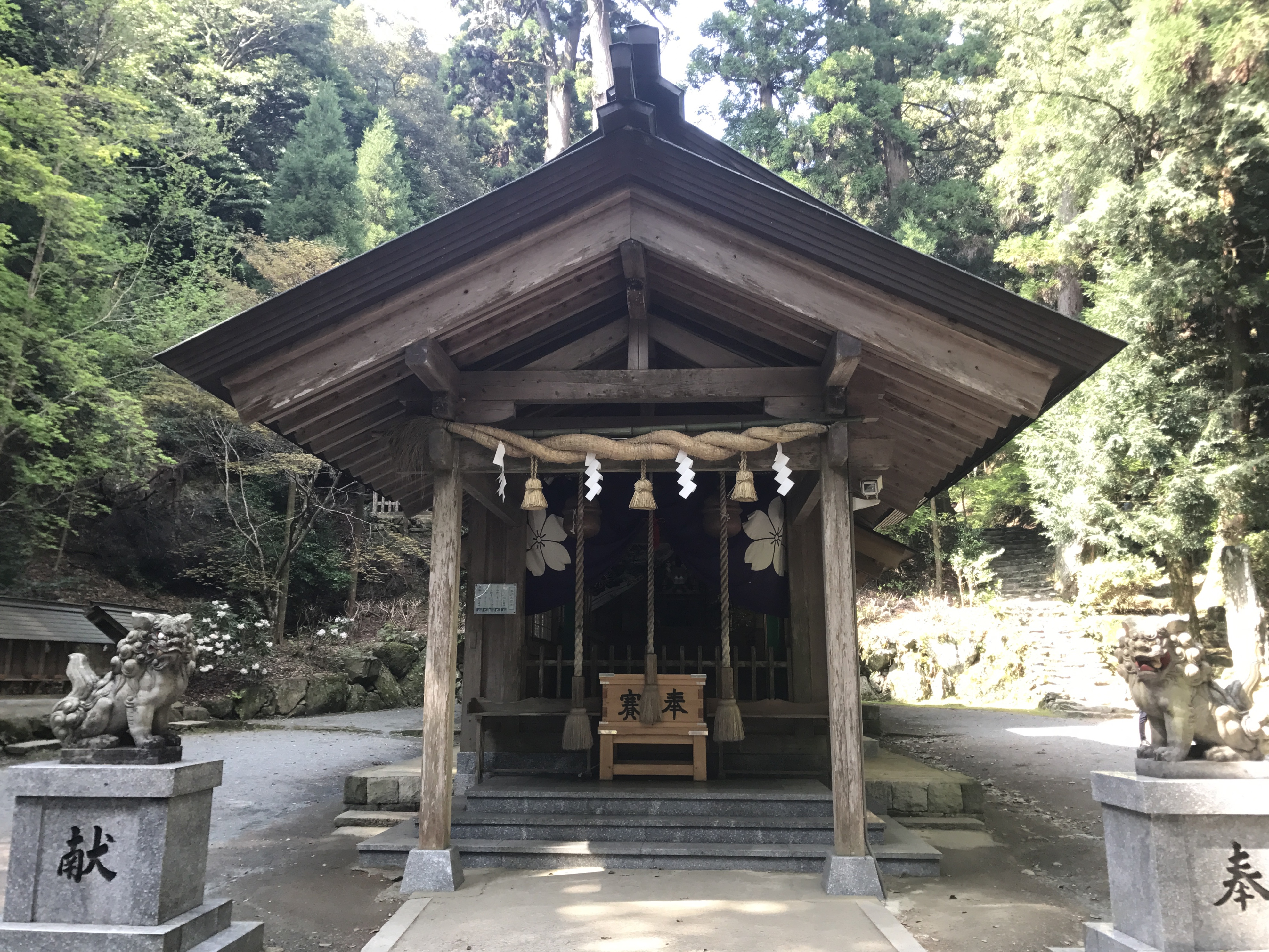
拝殿
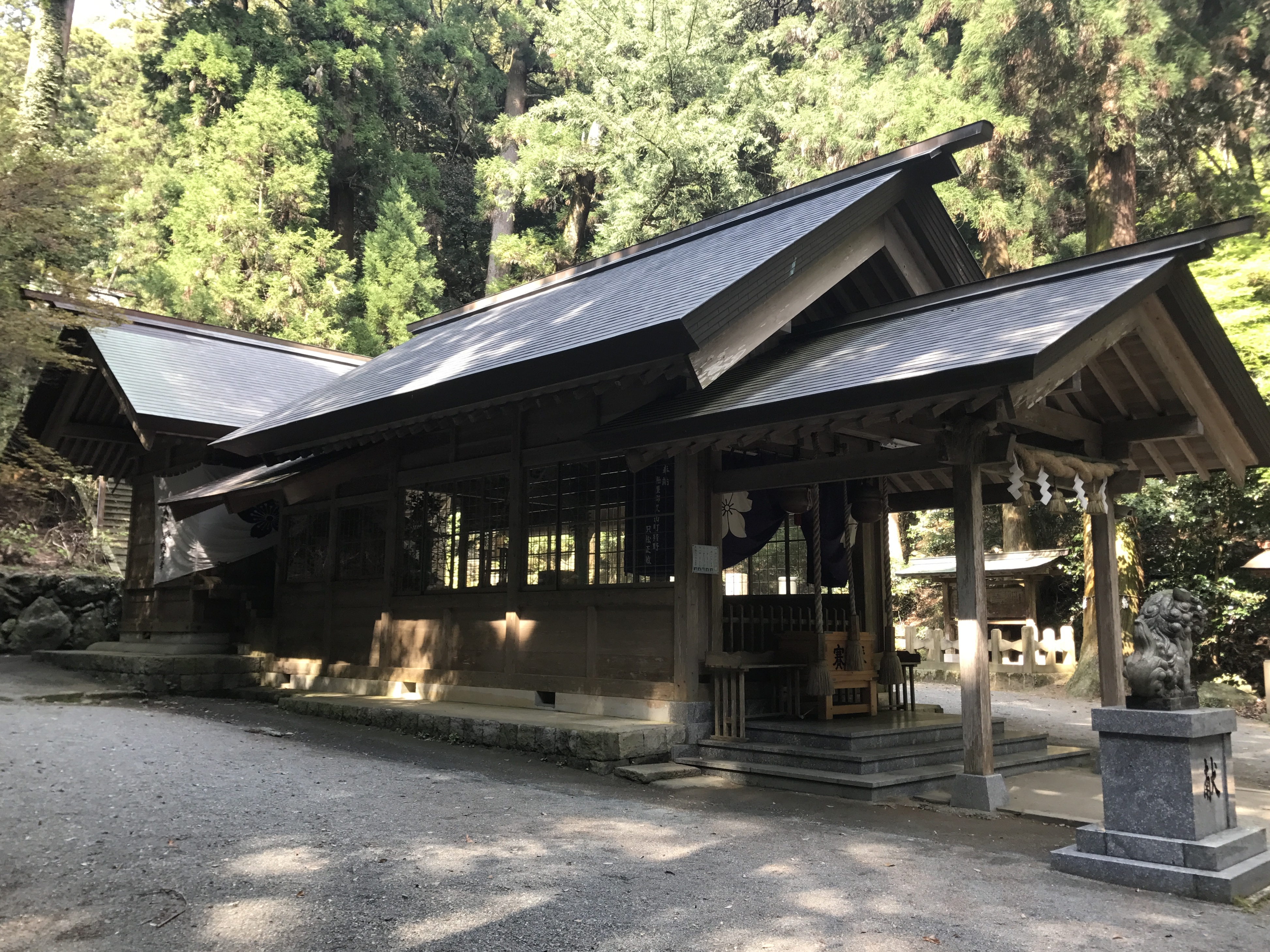
社殿